# عبد المجيد أوشيش
عبد المجيد أوشيش (مواليد 24 أكتوبر 1926–4 نوفمبر 2010)، سياسي ومناضل جزائري، شغل منصب وزير الإسكان والتعمير بـحكومة بومدين الرابعة.

## وفاته
توفي يوم 4 نوفمبر 2010 عن عمر 84 عامًا، دفن بمقبرة العالية.